# Билинский, Александр Константинович
Алекса́ндр Константи́нович Били́нский (Бели́нский) (24 ноября (6 декабря) 1869 — 24 ноября 1922) — русский офицер, участник похода в Китай, русско-японской, Первой мировой и гражданской войн. Георгиевский кавалер (1914), генерал-майор (1915), генерал-лейтенант (1919).

## Биография
Из дворян Херсонской губернии, сын чиновника (надворного советника). Православного вероисповедания. Общее образование — домашнее (не имел Свидетельства о среднем образовании).
В апреле 1886 года, выдержав испытание по наукам, вступил в военную службу вольноопределяющимся 2-го разряда и был зачислен рядовым в 12-й стрелковый батальон (с 1888 года — полк), расквартированный в Подольской губернии. После прохождения курса наук в Киевском пехотном юнкерском училище, в декабре 1889 года произведен в подпоручики.
В начале 1890-х годов был переведен в 18-й стрелковый полк 5-й стрелковой бригады, расквартированный в местечке Кальвария, Сувалкской губернии Царства Польского, с 1899 года — в Сувалках. В апреле 1894 года был произведен в поручики, в октябре 1900 года — в штабс-капитаны.
Участник Китайской кампании 1900—1901 годов в составе Десантного корпуса. Во второй половине 1900 года 18-й стрелковый полк, в составе своей бригады, через Одессу, по морским путям, был переброшен в Порт-Артур, но активного участие в военных действиях не принимал. В 1901 году штабс-капитан Билинский по железным дорогам в составе своего полка возвратился обратно в Сувалки. В июле 1902 года произведен в капитаны.
Участник Русско-японской войны. К октябрю 1904 года 18-й стрелковый полк был отмобилизован, приведен в военное положение и отправлен по железным дорогам в Маньчжурию, где в составе своей бригады участвовал в сражении под Сандепу, в Мукденском сражении. Капитан Билинский в боях был ранен и контужен. Награждён тремя боевыми орденами. В октябре 1905 года, за отличия в делах против японцев, произведен в подполковники.
После войны продолжал службу в своём 18-м стрелковом полку, возвращённом в Сувалки. Был на попечении у Александровского комитета о раненых как причисленный ко 2-му классу по ранению. В марте 1911 года произведен в полковники.
В мае 1912 года переведен во 2-й Сибирский стрелковый полк, расквартированный в Никольске-Уссурийском Приморской области.
На январь 1914 года полковник Билинский — старший штаб-офицер 2-го Сибирского стрелкового полка. В общей сложности, командовал ротой 3 года и 3 месяца, батальоном — 4 года и 5 месяцев. Был женат на уроженке Люблинской губернии римско-католического вероисповедания, имел одну дочь 1910 года рождения.
Участник Первой мировой войны в составе своего полка. По объявлении мобилизации, 2-й Сибирский стрелковый полк в составе 1-й Сибирской стрелковой дивизии 1-го Сибирского армейского корпуса был переброшен с Дальнего Востока под Варшаву и с августа 1914 года принял участие в военных действиях на Восточноевропейском театре Первой мировой войны. В декабре 1914 года полковник Билинский был назначен командиром 2-го Сибирского стрелкового полка, в ноябре 1915 года произведен в генерал-майоры.
С 31 мая 1916 года генерал-майор Билинский — командир бригады 57-й пехотной дивизии, с 30 апреля 1917 года — командующий 111-й пехотной дивизией.
В сентябре 1917 года был отчислен от занимаемой должности за болезнью (по болезни), с назначением в резерв чинов при штабе Киевского военного округа.

### После Октябрьской революции 1917 года
В 1918 году служил в армии Украинской державы в чине генерального хорунжего. С 02.07.1918 — начальник 13-й пехотной дивизии. После ликвидации гетманата был интернирован Директорией УНР, затем депортирован в Германию, вслед за гетманом Скоропадским и покидающими Украину германскими войсками. В январе 1919 года вступил в отряд Бермонт-Авалова, позже переименованный в Русскую Западную добровольческую армию. Был произведен в генерал-лейтенанты.
В апреле 1919 года прибыл в Польшу и поступил на службу в польскую армию. С августа 1919 года служил в строительно-квартирном управлении тыловой службы польской армии. В октябре 1920 года перешёл из православия в католичество.
С сентября 1921 года — руководитель окружного управления Красного креста в Польше. С мая1922 года служил в государственной пожарной службе Польши в Познани.
Умер 24 ноября 1922 года в Бресте-над-Бугом (Полесское воеводство, Польша).

## Награды
чины:
- Чин подполковника (Высочайший приказ (ВП) от 12.10.1905), — …за отличия в делах против японцев
- Чин генерал-майора (ВП от 13.11.1915), — …за отличия в делах против неприятеля

ордена:
- Орден Святого Станислава 3-й степени (ВП от 22.07.1900)
- Орден Святого Владимира 4-й степени с мечами и бантом (1905; утв. ВП от 23.02.1906)
- Орден Святой Анны 3-й степени с мечами и бантом (1905; утв. ВП от 14.05.1906)
- Орден Святого Станислава 2-й степени с мечами (1905; утв. ВП в 1906)
- Орден Святой Анны 2-й степени (06.12.1913; ВП от 17.05.1914)
- Орден Святого Георгия 4-й степени (25.10.1914; ВП от 26.11.1914), — …за то, что, командуя в бою 11-го октября [1914 года] у Покрживно и Мочидло сим полком [2-м Сибирским стрелковым полком], тщательно подготовив атаку артиллерийским и ружейным огнём, выбил противника штыками из окопов, причём полк этот перебил несколько сот врагов, тем способствуя решительному развитию успеха общего сражения под Равой.[16]
- Орден Святого Владимира 3-й степени с мечами (ВП от 06.04.1915)
  - Мечи к имеющемуся ордену Святой Анны 2-й степени (утв. ВП от 17.10.1916)

медали:
- «В память царствования императора Александра III» (1896)
- «За поход в Китай» (1901)
- «В память русско-японской войны» (с бантом; 1906)
- «В память 300-летия царствования Дома Романовых» (1913)

наградное оружие:
- Георгиевское оружие (утв. ВП от 11.03.1915), — …за то, что во время боя 27 сентября 1914 года у м. Пясечно, когда соседние части отошли и открыли фланг полка, ввиду чего полк был обойден неприятелем, открывшим артиллерийский и пулеметный огонь полку во фланг, что имело своим последствием осаживание полка назад, привел своих людей в порядок, перешел в наступление и отбросил противника.[17]